# Szyliny
Szyliny (deutsch Schillinnen, 1938 bis 1945 Heidensee) ist ein Ort in der polnischen Woiwodschaft Ermland-Masuren und gehört zur Stadt- und Landgemeinde Gołdap (Goldap) im Kreis Gołdap.

## Geographische Lage
Szyliny liegt im Landschaftspark Rominter Heide (polnisch: Park Krajobrazowy Puszczy Rominckiej) im Südwesten der Rominter Heide. Das Ostufer des Gołdap (Goldaper See) ist 500 Meter, die polnisch-russische Staatsgrenze 1000 Meter entfernt.

## Geschichte
Das einstige Schillinnen bestand vor 1945 aus einer Försterei und ein paar Gehöften und war außerdem mit einem Kur- und Waldhaus versehen. Am 18. März 1874 wurde das kleine Dorf in den neu errichteten Amtsbezirk Goldap Mühle eingegliedert, der am 25. Juli 1939 in „Amtsbezirk Bodenhausen“ (der Ort hieß bis 1938 Buttkuhnen, polnisch: Botkuny) umbenannt wurde und bis 1945 zum Kreis Goldap im Regierungsbezirk Gumbinnen der preußischen Provinz Ostpreußen gehörte.
Die Einwohnerzahl Schillinnens im Jahre 1910 betrug 43, im Jahre 1933 noch 39 und 1939 bereits 47.
Im Zuge der nationalsozialistischen Umbenennungsaktion erhielt Schillinnen am 3. Juni (amtlich bestätigt am 16. Juli) 1938 den Namen „Heidensee“. 1945 kam das Dorf in Kriegsfolge mit dem gesamten südlichen Ostpreußen zu Polen und erhielt die Bezeichnung „Szyliny“. Es ist heute eine kleine Ortschaft innerhalb der Stadt- und Landgemeinde Gołdap im Powiat Gołdapski und gehört – nach Zuordnung zur Woiwodschaft Suwałki in den Jahren 1975 bis 1998 – zur Woiwodschaft Ermland-Masuren.

## Kirche
Kirchlich war Schillinnen resp. Heidensee bis 1945 nach Goldap orientiert. Die dortige evangelische Kirchengemeinde gehörte zum Kirchenkreis Goldap in der Kirchenprovinz Ostpreußen der Kirche der Altpreußischen Union. Die katholische Pfarrkirche in Goldap war dem Bistum Ermland zugeordnet.
Auch seit 1945 besteht die Beziehung der Kirchenglieder nach Gołdap. Die dortige einst evangelische „Alte Kirche“ ist als „Marienkirche“ nun katholisches Gotteshaus innerhalb des Dekanats Gołdap im Bistum Ełk (Lyck) der Katholischen Kirche in Polen. Die dortige evangelische Kirchengemeinde ist eine Filialgemeinde der Pfarrei in Suwałki innerhalb der Diözese Masuren der Evangelisch-Augsburgischen Kirche in Polen.

## Verkehr
Szyliny liegt nur wenige Kilometer nordöstlich der Kreisstadt Gołdap und ist über die Woiwodschaftsstraße 651 über den Abzweig Jurkiszki (Jörkischken, 1938 bis 1945 Jarkental) zu erreichen.
Eine Bahnanbindung besteht nicht mehr. Die nächste Bahnstation war einst Buttkuhnen (1938 bis 1945: Bodenhausen, polnisch: Botkuny) an den beiden Bahnlinien Gumbinnen–Goldap und Bahnstrecke Ełk–Tschernjachowsk (Lyck–Insterburg). Die erstere wurden in Kriegsfolge 1945 außer Betrieb gestellt, die andere wird seit 1993 nicht mehr im Personenverkehr genutzt.